# レイト・オブ・ザ・ピア
レイト・オブ・ザ・ピア (Late of the Pier) は、イギリスのロックバンド。
2008年デビュー。シンセサイザーを前面に出しているサウンドから、同世代ではクラクソンズなどのアーティストとしばしば比較され、ニューレイヴの一翼としても紹介される。

## 来歴
2001年結成。2007年9月、エロル・アルカンをプロデューサーに迎え、シングル「バスルーム・ガーグル」をモシモシ・レコーズから500枚限定でリリース。
その後、ハドーケン!やジャスティスなどのサポートを行いつつ、2008年に、デビューアルバム『ファンタジー・ブラック・チャンネル』を発表。同年のサマーソニック08にて初来日。

## メンバー
- サミュエル・イーストゲート Samuel Eastgate (Samuel Dust)

サイド・プロジェクト La Priest としても活動している。
- アンドリュー・フェイリー Andrew Faley (Francis Dudley Dance)
- サム・ポッター Sam Potter (Jack Paradise)
- ロス・ドーソン Ross Dawson (Red Dog Consuela)

## ディスコグラフィ

### スタジオ・アルバム
- ファンタジー・ブラック・チャンネル - Fantasy Black Channel （2008年8月）全英28位